# 의령군수
의령군수는 경상남도 의령군의 군수이다. 
의령군수는 지방이사관 상당의 정무직공무원으로 보한다.